# Председатель Ассамблеи Союза
Председатель Ассамблеи Союза (бирм. ပြည်ထောင်စုလွှတ်တော် နာယက) — руководитель парламента Республики Союз Мьянма.

## Список председателей
| № | Портрет | Имя (Годы жизни)              | Срок полномочий | Срок полномочий | Срок полномочий | Партия       | Созыв | Палата парламента      |
| № | Портрет | Имя (Годы жизни)              | Начало          | Конец           | Дней            | Партия       | Созыв | Палата парламента      |
| - | ------- | ----------------------------- | --------------- | --------------- | --------------- | ------------ | ----- | ---------------------- |
| 1 |         | Хин Аунг Мьинт (род. 1945)    | 31 января 2011  | 1 июля 2013     | 882             | ПСРС         | 1ый   | Палата национальностей |
| 2 |         | Шве Ман (род. 1947)           | 1 июля 2013     | 29 января 2016  | 973             | ПСРС         | 1ый   | Палата представителей  |
| 3 |         | Ман Вин Хэйнг Чем (род. 1952) | 8 февраля 2016  | 1 августа 2018  | 905             | НЛД          | 2ой   | Палата национальностей |
| 4 |         | Т Хун Мят (род. 1950)         | 1 августа 2018  | Настоящее время | 2418            | Беспартийный | 2ой   | Палата представителей  |